# Фернандо Ечаваррі
Фернандо Ечаваррі  (ісп. Fernando Echavarri, 13 серпня 1972) — іспанський яхтсмен, олімпійський чемпіон.

## Виступи на Олімпіадах
| Олімпіада  | Дисципліна | Місце |
| ---------- | ---------- | ----- |
| Афіни 2004 | Торнадо    | 8     |
| Пекін 2008 | Торнадо    | 1     |